# Severo de Antioquía
San Severo el Grande de Antioquía (Siriaco: ܣܘܪܘܣ ܕܐܢܛܝܘܟܝܐ), fue un monje y teólogo griego que fue el último patriarca no calcedonense que residió en Antioquía durante el tiempo de los emperadores bizantinos Anastasio I y Justiniano. Fue el líder de los miafisitas  y es considerado Santo por la Iglesia ortodoxa siria y por la Iglesia ortodoxa oriental.

## Vida
Severo nació el año 456 en una familia pagana de origen griego en la ciudad de Sozópolis en la provincia romana de Pisidia. En Alejandría,  estudió gramática y retórica latina y griega. Severo posteriormente estudió filosofía y derecho en la famosa escuela de Berytus, el actual Beirut. Se bautizó el año 488 en la Iglesia del mártir Leoncio de Trípoli (Líbano).
Casi al mismo tiempo se adhirió a la secta de los Acéfalos, repudiando su propio bautismo y a quien le bautizó, así como a la misma iglesia, que pensaba, estaba infectada por el Nestorianismo. Hasta llegar a abrazar las doctrinas no calcedonenses, Severo fue monje en el monasterio de San Romano entre Gaza y el puerto de Maiuma. Allí  conoció  a Pedro el ibero, obispo de Maiuma. Severo fue posteriormente ordenado sacerdote antes de unirse a una hermandad anticalcedonense cercana a la ciudad de Eleutheropolis bajo el archimandrita Mamas.
Por ese tiempo Severo rechazó el Henotikon, edicto del Emperador Zenón, desestimándolo como "el edicto de anulación," y "el edicto de la desunión" (Labbe, v. 121), y condenó a Pedro Mongus, el Patriarca de Alejandría que era no calcedónico, por aceptarlo. Lo siguiente que oímos es en un monasterio egipcio, cuyo abad Nephalius que habiendo sido anteriormente un no calcedónico, ahora abrazaba el Concilio de Calcedonia. En el desacuerdo resultante, Nephalius expulsó a Severo y sus seguidores.
En 508, se dice que Severo había suscitado una guerra religiosa feroz entre la población de Alejandría, que terminó en una carnicería y conflagraciones (Labbe, v. 121). Para huir del castigo por esta violencia,  huyó a Constantinopla, apoyado por doscientos monjes no calcedónicos. Anastasio, quien sucedió a Zenón como emperador en 491, era un no calcedónico profeso, y recibió a Severos con honores. Su presencia inició un periodo de enfrentamientos en Constantinopla entre bandas rivales de monjes, calcedónicos y no calcedónicos, el cual acabó en el año 511 con la humillación de Anastasio, el triunfo provisional del patriarca Macedonius II, y el retorno de la causa no calcedónica (Theophanes, p. 132).
Ese mismo año Severo fue enviado con entusiasmo por Anastasio para ocupar el patriarcado vacante de Antioquía (Labbe, iv. 1414; Theod. Lect. ii. 31, pp. 563, 567; Theophanes p. 134), y el día de su entronización solemne pronunció en su iglesia un anatema sobre Calcedonia, y aceptó el Henotikon que anteriormente había repudiado. Tuvo el nombre de Peter Mongus inscrito en los dípticos; se puso en comunión con los prelados no calcedónicos, Timotheus de Constantinoplea y Juan Niciota de Alexandría; y estuvo en comunión con Pedro de Iberia y otros miembros principales de los Acéfalos (Evagr. H. E. iii. 33; Labbe, iv. 1414, v. 121, 762; Theod. Lect. l.c.).
El no calcedonismo parecía ahora triunfante en el mundo cristiano. Orgulloso de su dignidad patriarcal y seguro de la protección del emperador, Severo envió cartas a sus hermanos prelados, anunciando su ensalzamiento y exigiéndoles su comunión. En estos él anatemizaba al concilio de Calcedonia y a todos los que mantuvieran las dos naturalezas. Mientras muchos lo rehusaron completamenter, el no calcedonismo estaba en todas partes en ascenso en el Este, y Severo era considerado merecidamente como su campeón en jefe (Severus de Ashmunain apud Neale, Patr. Alex. ii. 27). Cartas sinodales fueron intercambiadas entre John Niciota y Severus, los cuales son los ejemplos más tempranos de comunicación entre la sede Ortodoxa oriental de Alejandría y Antioquía que ha continuado hasta e presente día.
El triunfo de Severo fue, aun así, pequeño. Su posesión del patriarcado de Antioquía no sobrevivió a su patrono imperial. A Anastasi le sucedió en 518 Justino I, quien abrazó las creencias del Concilio de Calcedonia. Los prelados no calcedónicos fueron en todas partes reemplazados por sucesores calcedónicos, Severo fue uno de los primeros en caer. Ireneo, el conde del Este, estuvo encargado de arrestarle pero Severo escapó antes de su apresamiento, embarcando por la noche el 25 de septiembre de 518 para Alejandría (Liberat. Brev. l.c.; Theophanes, p. 141; Evagr. H. E. iv. 4), donde se quedó por veinte años. En su lugar fue ordenado Pablo I.
Severo y sus doctrinas fueron anatematizados en varios concilios, mientras en Alejandría fue bien recibido por el patriarca Timotheos III y sus otros compañeros de doctrina, siendo generalmente saludado como el campeón de la fe ortodoxa contra las corrupciones del Nestorianismo. Su conocimiento y persuasión establecieron su autoridad como "os omnium doctorum," y el día de su llegada a Egipto fue durante mucho tiempo celebrada como una festividad Copto/Jacobita (Neale, u.s. p. 30).
Alejandría pronto vino a ser un refugio de no calcedónicos con todos los matices de opinión, llegando a ser demasiado numerosos para molestar al emperador. Pero dentro de este grupo las feroces controversias aparecieron en varias cuestiones sutiles de Cristología, uno de los cuales implicó a Severo y a su compañero de exilio Julián de Halicarnaso como la corruptibilidad del cuerpo humano de Cristo antes de su resurrección. Julián y sus seguidores fueron llamados Aphthartodocetae y "Phantasiastae", Severo y sus partidarios "Phthartolatrae" o "Corrupticolae", y "Ktistolatrae". La controversia fue larga y acalorada y aunque no se llegó a ningún acuerdo, la Iglesia ortodoxa Oriental posterior reclama la victoria para Severo (Renaudot, p. 129).
Después de gastar algunos años en Egipto en su actividad polémica y literaria, Severo fue inesperadamente convocado a Constantinopla por el sucesor de Justino, Justiniano I, cuya consorte Teodora favoreció la causa de Severo. El emperador estaba cansado de la confusión causada por las discusiones teológicas prolongadas; Severo, está dicho, era el maestro del partido no calcedónico, y solo a través de su influencia podría ser recuperada la unidad. Por aquel tiempo, año 535 d. C.,  Anthimus había sido nombrado recientemente Patriarca de Constantinopla por influencia de Teodora. Él era un no-calcedoniano, quien más tarde se unió sinceramente con Severo y sus asociados, Pedro de Apamea y Zoaras, en sus esfuerzos para conseguir que el no calcedonianismo fuera reconocido como la fe imperial. Esta introducción de los no calcedonios lanzó a la ciudad a graves disturbios, y muchos abrazaron sus creencias (Labbe, v. 124).
Finalmente, a instancia del papa Agapito I, que aconteció estar presente en Constantinopla por cuestiones políticas, los no calcedónicos Anthimus y Timotheus fueron depuestos. El patriarca Menas, que sucedió a Anthimus, convocó un sínodo en mayo y junio del año 536 para tratar la cuestión calcedónica. Severo y sus dos compañeros fueron expulsados "como lobos", y una vez más anatemizados (Labbe, v. 253-255). La sentencia fue ratificada por Justiniano. Los escritos de Severo fueron proscritos; cualquiera que poseyéndolos no los quemara se arriesgaba a perder su mano derecha (Evagr. H. E. iv. 11; Novell. Justinian. Núm. 42; Mate. Blastar. p. 59). Severo regresó a Egipto, y parece que allí residió hasta morir. La fecha de su muerte es dudosa entre 538, 539, o 542. Según Juan de Éfeso,  murió en el desierto egipcio. También se cree que Severo murió en la ciudad de Xois el 8 de febrero del 538,  su cuerpo se trasladó a un monasterio al norte de Alejandría y fue enterrado allí.

## Escritos
Fue un escritor muy prolífico, habló y escribió en griego pero del griego original poseemos poco más que fragmentos, puesto que sus obras fueron quemadas. Una cantidad de ellos, hasta donde pueden ser identificados, se encuentran en William Cave y Fabricius.. Un número muy grande de sus escritos solo existen en la traducción siria gracias a las traducciones del Metropolitano Pablo de Qalloniki y de San Jacobo de Edesa.
Sus obras pueden dividirse en:
- Escritos litúrgicos: 295 himnos y una anáfora.
- Escritos exegéticos: Una interpretación del Evangelio Según San Lucas y de la visión del profeta Ezequiel.
- Sermones: Sobreviven 125 sermones.
- Cartas: Se cree que escribió 3800 cartas que se publicaron en 23 volúmenes de los que quedan dos.
- Escritos polémicos: Escribió muchos libros contra las herejías, entre ellos destaca Philalethias (amor a la verdad).

## Teología
Severo tuvo éxito en su objetivo principal de unir a los no calcedónicos en un cuerpo compacto con un credo definitivamente formulado. A pesar de las numerosas divisiones de los no calcedónicos, él fue, en palabras de Dorner, "estrictamente hablando, el líder de la parte más compacta del partido," y considerado como tal por los no calcedónicos y sus adversarios. Él fue el objetivo principal del ataque en la larga y feroz disputa con los calcedónicos, por quienes es siempre designado como el autor y cabecilla de los no calcedónicos. Esperando abrazar a tantos como fuera posible de diferentes tendencias teológicas, continuó con las fórmulas tradicionales de la iglesia tan cuidadosamente como podía, mientras fijaba su propio criterio a ellas.